# Teegarden's Star

Teegarden's Star (trên cùng, giữa) là ngôi sao (hệ) gần thứ 24 được biết đến với Hệ Mặt trời.

Teegarden's Star là một sao lùn đỏ  trong chòm sao Bạch Dương, khoảng 12 năm ánh sáng từ Hệ Mặt Trời. Mặc dù nó ở gần Trái đất, nó có cấp sao biểu kiến 15 độ và chỉ có thể được nhìn thấy qua các loại kính thiên văn lớn. Ngôi sao này được phát hiện có chuyển động riêng rất lớn khoảng 5 giây cung mỗi năm. Hiện chỉ có bảy ngôi sao có chuyển động riêng lớn như vậy được biết đến.

## Tính chất
Teegarden's Star được phân loại là sao lùn đỏ vì khối lượng tính toán xấp xỉ của nó bằng 0,08 lần Mặt trời, vượt quá giới hạn khối lượng của sao lùn nâu. Nhiệt độ thấp vốn có của những vật thể như vậy giải thích tại sao nó không được phát hiện sớm hơn, vì nó có cấp sao biểu kiến chỉ 15,1  (và cấp sao tuyệt đối là 17,22). Giống như hầu hết các sao lùn đỏ và nâu, nó phát ra hầu hết năng lượng trong quang phổ hồng ngoại.